# Anuar de lingvistică și istorie literară
Autori
Academia Română. Filiala Iași,
Institutul de Filologie Română „A. Philippide”)
Publicația periodică a Institutului de Filologie Română „A. Philippide” continuă revista „Studii și cercetări științifice. Filologie ” Iași (ISSN 1011-0364), apărută între anii 1950 și 1962. 
În anul 1964 s-a intitulat „Anuar de filologie”(ISSN 1220-2509). Din 1965 apare cu titlul actual (ISSN 0066-4987).
În perioada 1981–1994 s-au editat două serii paralele: 
A. Lingvistică (ISSN 1220-4900) și B. Istorie literară (ISSN 1220-4919). Începând cu Tom. XXXIV–XXXVIII (1994–1998), cele două serii au fost reunite într-un singur volum.
Din anul 2002, colegiul de redacție este alcătuit din: Stelian Dumistrăcel, redactor-șef; Remus Zăstroiu, redactor-șef adjunct; Doina Hreapcă, redactor-șef adjunct, Luminița Botoșineanu, Ioana Repciuc, secretari științifici de redacție; Daniela Butnaru, Ion. H. Ciubotaru, Victor Durnea, Gabriela Haja – membri.„Anuarul de lingvistică și istorie literară” publică studii de istoria limbii, lexicologie, dialectologie, onomastică, stilistică, istorie literară, teorie și critică literară. Textele sunt însoțite de rezumate în limbi de circulație internațională. Din anul 2002, revista are ISSN 1583-7017.

## Colecții digitalizate
Colecții digitalizate BCU Iași